# Trockizam
Trockizam je teorija marksizma i lenjinizma koju su zagovarali Lav Trocki i njegovi bliski suradnici. 
Trockizam je kao ideologija suprotan staljinizmu, ideologiji tadašnjeg de facto vođe Komunističke partije i SSSR-a Josifa Staljina, u nekoliko pogleda te je zbog toga, kao i zbog osobnog antagonizma između Staljina i Trockog, bio zabranjen u SSSR-u, a osobe označene kao trockisti većinom su završavali u gulazima ili bili pogubljeni. Većina „trockista” uopće nisu bili pristaše ideologije, već je takva prozivka često bila tek povod za uklanjanje nepodobnih osoba za vrijeme Staljinove vladavine.

## Obilježja trockizma
- Teorija vječne revolucije, prema kojoj kolonijalne i polukolonijalne (nerazvijene u odnosu na Zapad) zemlje ne mogu, zbog slabosti vlastite buržoazije, provesti buržoasko-demokratsku revoluciju, nego radnici svoje demokratske zadatke mogu ostvariti jedino diktaturom proletarijata. Ta je teorija izravna suprotnost kominternskoj politici dva stadija, prema kojoj zemlja, kako bi uopće postigla socijalizam, mora proći kapitalistički period.[1]
- Proleterski internacionalizam, teorija širenja („izvoza”) revolucije, jer socijalizam, prema Trockom, nije mogao preživjeti u neprijateljskom, kapitalističkom okruženju u kojem bi bilo prisiljeno podići birokratizaciji i propasti (što se prije svega odnosilo na SSSR te Njemačku revoluciju 1919. godine).[2][3]

- Tranzicijski program, premosnica između minimalnog programa, promocije socijalističkih promjena unutar šireg kapitalističkog sustava, i maksimalnoga, uvođenja potpunog socijalizma.[4]

- Zagovaranje demokratskog socijalizma, što je poslije 1924. godine preraslo u kritiku SSSR-a, analizu pogrešaka i Staljinove politike te podršku daljnjoj, političkoj revoluciji u takvoj „deformiranoj radničkoj državi”[5] koja bi povratila demokraciju u sovjetsko društvo.

## Četvrta internacionala
Trockisti su 1938. godine osnovali Četvrtu internacionalu kao pandan Trećoj internacionali, za koju su već tada smatrali da je postala Staljinova marioneta.
Ideju o osnivanju 4. internacionale dao je sam Trocki u svojem „Otvorenom pismu za Četvrtu internacionalu”.
Četvrta internacionala je doživjela neuspjeh te se u narednim desetljećima raspala na niz manjih skupina, od kojih, međutim, dio i danas upotrebljava njeno ime.
Lava Davidoviča Trockog ubio je Kominternin plaćenik, meksikanac Ramón Mercader, 21. kolovoza 1940. godine u glavnom gradu Meksika.

## Trockizam u svijetu
Trockizam je prikupio puno pobornika u svijetu te je odigrao važnu ulogu u Španjolskom građanskom ratu preko organizacije POUM (španj. Partido Obrero de Unificación Marxista) koja se većinom borila u Kataloniji rame uz rame s anarhistima. Dolaskom staljinističke opcije na vlast u Španjolskoj Republici, POUM je bio uništen. Jedan od poznatih boraca POUM-a bio je i britanski pisac George Orwell.
Drugi veliki bastion trockizma bio je SAD, u kojem je stvorena trockistička Socijalistička radnička partija pod vodstvom Jamesa P. Cannona i Tonyja Cliffa.
U Hrvatskoj, politička filozofija Lava Trockog inspirirala je danas neaktivnu organizaciju naziva Radnička borba.